# Массовое похищение людей в Пантело (2021)
Массовое похищение в Пантело в 2021 году (англ. 2021 Pantelhó mass kidnapping) — события, произошедшие 26 июля 2021 года в городе Пантело, административном центре одноимённого муниципалитета в горной части штата Чьяпас, Мексика.
Группа самообороны Эль-Мачете (исп. El Machete) незаконно задержала 21 человека, обвинив их в связях с наркопреступностью, и увезла в неизвестном направлении. По состоянию на 2025 год, 19 человек по прежнему остаются пропавшими без вести.

## Ход событий

### Предпосылки
Отряды самообороны возникли в Мексике как реакция на неспособность властей обеспечить базовую безопасность в регионах, охваченных нарковойной и вытекающим из неё насилием. Местные общины — в ряде случаев при участии старейшин, гражданских активистов или бывших военнослужащих — формировали добровольческие вооружённые группы. Они брали на себя функции охраны деревень, патрулирования, блокпостов, а иногда — и «народной юстиции», называя себя «мстителями (англ. vigilante») и устраивая самосуды над теми, кого они подозревали в связах с наркотрафиком. Государство формально не санкционировало их деятельность, но иногда терпело или даже неофициально поддерживало, особенно когда это снижало уровень насилия.
Группа Эль-Мачете была создана в начале июля 2021 года и состояла преимущественно из представителей местных коренных народов — цоцилей и цельтальцев.

### Основные события
26 июля 2021 года в городе Пантело члены отряда самообороны Эль-Мачете, сформированные лишь в начале июля, потребовали от правительственных сил обыскать дома предположительных участников группировки Лос Эррера (исп. Los Herrera), обвиняемой в повсеместном насилии и незаконных связях с местными муниципальными властями. После отказа государственных сил обороны в обысках, Эль-Мачете приступили к проведению рейдов самостоятельно. Вооружившись огнестрельным и холодным оружием, более 200 человек провели рейд в домах подозреваемых Лос Эррера. Были разбиты и подожжены дома и автомобили, а 21 человек был похищен. Был также разграблен дом местного мэра и захвачен муниципалитет, с балкона которого Эль-Мачете зачитали послание президенту Мексики Лопесу Обрадору: «Вам лучше не вмешиваться».

### Последствия
25 октября 2021 года семьи похищенных провели акцию протеста у здания правительства штата в городе Тустла-Гутьеррес, столице Чьяпаса, требуя от властей найти пропавших. По утверждениям семей похищенных, власти не ведут расследование дела, а поиск пропавших остался только в руках их близких. Эль-Мачете же отрицает свою причастность к похищениям людей. Лишь два человека было позже освобождено, судьба ещё 19 человек по прежнему неизвестна.
В связи с событями в Пантело, в 2025 году, против представителей коренного народа цельталь — катехизатора епархии Сан-Кристобаль-де-лас-Касас Педро Кортеса Лопеса и плотника Диего Мендосы Круса — было возбуждено уголовное дело, по итогам которого оба получили по 110 лет лишения свободы по обвинению в похищении 19 человек. Недовольные с оглашённым приговором жители Пантело вышли на акции против их заключения.